# Convolvulus ottonis
Convolvulus ottonis là một loài thực vật có hoa trong họ Bìm bìm. Loài này được Meisn. mô tả khoa học đầu tiên.